# Азербайджано-швейцарські відносини
Між Азербайджаном і Швейцарією існують зовнішні відносини. Азербайджан має посольство в Берні, як і Швейцарія в Баку. Обидві країни є повноправними членами Ради Європи та Організації з безпеки і співробітництва в Європі (ОБСЄ).

## Економічне співробітництво
У листопаді 1998 року делегати двох країн зустрілися і домовилися покращити та розширити свої економічні відносини, і уряд Швейцарії погодився надати Азербайджану кредит у розмірі 50 мільйонів доларів.
За даними Швейцарського державного секретаріату з економічних питань, Швейцарія вважає Азербайджан важливою країною для економічного розвитку. Президент Азербайджану наголосив на важливості зв'язків між двома країнами. У жовтні 2000 року в Баку було підписано міжурядову угоду про торговельно-економічне співробітництво.
Міністр закордонних справ Швейцарії відвідав президента Азербайджану в лютому 2006 року, де вони наголосили на важливості їхніх відносин. Під час цього візиту акцент був насамперед на економічному співробітництві, однак міністр підняв питання конфлікту Азербайджану з Вірменією. Після цього у жовтні 2007 року відбувся візит міністра енергетики Швейцарії, після якого було підписано енергетичну угоду.
Подальший акцент був зроблений на відносинах та подальшому розвитку, зробленому під час візиту міністра закордонних справ Швейцарії до Баку у травні 2009 року, де його азербайджанський колега сказав, що його країна надає «велике значення активізації співпраці зі Швейцарією» та висловив сподівання на поглиблення існуючих двосторонніх зв'язків.
27 жовтня 2011 року відбувся азербайджано-швейцарський бізнес-форум. Під час форуму було обговорено можливості розширення економічних зв'язків.
Згідно з даними 2016 року, 65 швейцарських компаній функціонують в Азербайджані, а інвестиції в нашу економіку становлять $220 млн. стадії реалізації.
Інвестиції SOCAR у швейцарську економіку становлять 450 млн. швейцарських франків. SOCAR придбав 148 автозаправних станцій та контролює 25% ринку зрідженого газу Швейцарії.
Вагони швейцарської компанії використовують на залізниці Баку — Сумгайит.
52% торгового обороту Швейцарії на Південному Кавказі припало на частку Азербайджану.
У січні-травні 2019 року товарообіг меду двома країнами становив $881 млн. Ця сума у 8.8 разів перевищує показники минулого року.
Швейцарія співпрацює з Азербайджаном у сфері водної інфраструктури, професійної освіти.

## Європейський Союз
Швейцарія відіграє певну роль у розвитку відносин між Азербайджаном та Європейським Союзом, при цьому швейцарські чиновники виступають за тісніші зв’язки між ЄС та Азербайджаном, щоб забезпечити енергетичну безпеку Європи. Швейцарія також надала «нейтральний майданчик» для азербайджанських чиновників для зустрічей з делегатами західних організацій та урядів.

## Міжпарламентські зв'язки
У Міллі Меджлісі Азербайджанської Республіки існує робоча група з азербайджано-швейцарських міжпарламентських зв'язків. Робочу групу було створено 13 грудня 2005 року. Першим керівником групи став Ельтон Мамедов. З 4 березня 2016 року Бахар Мурадова є керівником робочої групи.

## Дипломатія
- Азербайджанська Республіка - Берн (посольство)
- Швейцарська Конфедерація - Баку (посольство)